# Drbetinci
Drbetinci este o localitate din comuna Sveti Andraž v Slovenskih goricah, Slovenia, cu o populație de 223 de locuitori.